# Аккерман, Рихард
Рихард Аккерман (нем. Richard Ackermann; 7 февраля 1858, Ленгфурт, Нижняя Франкония — 1925) — немецкий филолог, литературовед и писатель.
Учился в гимназии в Хофе и Байройте до 1875 года. Продолжил обучение в Эрлангенском Университете, где три семестра изучал классическую филологию. Затем изучал филологию в Мюнхене и Вюрцбурге, после чего работал домашним учителем. В 1882 году, после того, как он проработал семестр учителем английского и французского языков в торговом училище в Марктбрайте, сдал выпускные университетские экзамены по английскому и французскому, а осенью 1889 года — по филологии. Он проработал в Марктбрайте до осени 1886 года, затем, с марта 1887 года, был учителем в Байройте, а с 1889 — в Бамберге, где в 1894 году выпустил критическое издание трагедии драматурга елизаветинской эпохи Генри Четла «Трагедия Хоффмана».
В своей работе «Лорд Байрон. Его жизнь, его труды, его влияние на немецкую литературу» (нем. Lord Byron. Sein Leben, seine Werke, sein Einfluss auf die deutsche Litteratur; Гейдельберг, 1901) развивал образ Байрона как «сверхчеловека», титана, который был слишком масштабен для окружающего мира и в результате погиб, не вынеся этого несоответствия.
Опубликовал также две книги о Перси Биши Шелли — «Источники, прототипы и сюжеты поэтических произведений Шелли: „Аластор“, „Эпипсихидион“, „Адонис“, „Эллада“» (нем. Quellen, Vorbilder, Stoffe zu Shelley’s Poetischen Werken: Alastor; Epipsychidion; Adonais; Hellas; 1890) и «„Фарсалия“ Лукана в стихотворениях Шелли» (нем. Lucans Pharsalia in den Dichtungen Schelley’s; Цвайбрюккен, 1895—1896), «Краткую историю английской литературы» (нем. Kurze Geschichte der englischen Literatur; 1902), «Педагогически-дидактический семинар по новой филологии» (нем. Das Pädagogisch-Didaktische Seminar für Neuphilologen; 1913) и др.